# St.-Johannes-Kirche (Niederwürschnitz)

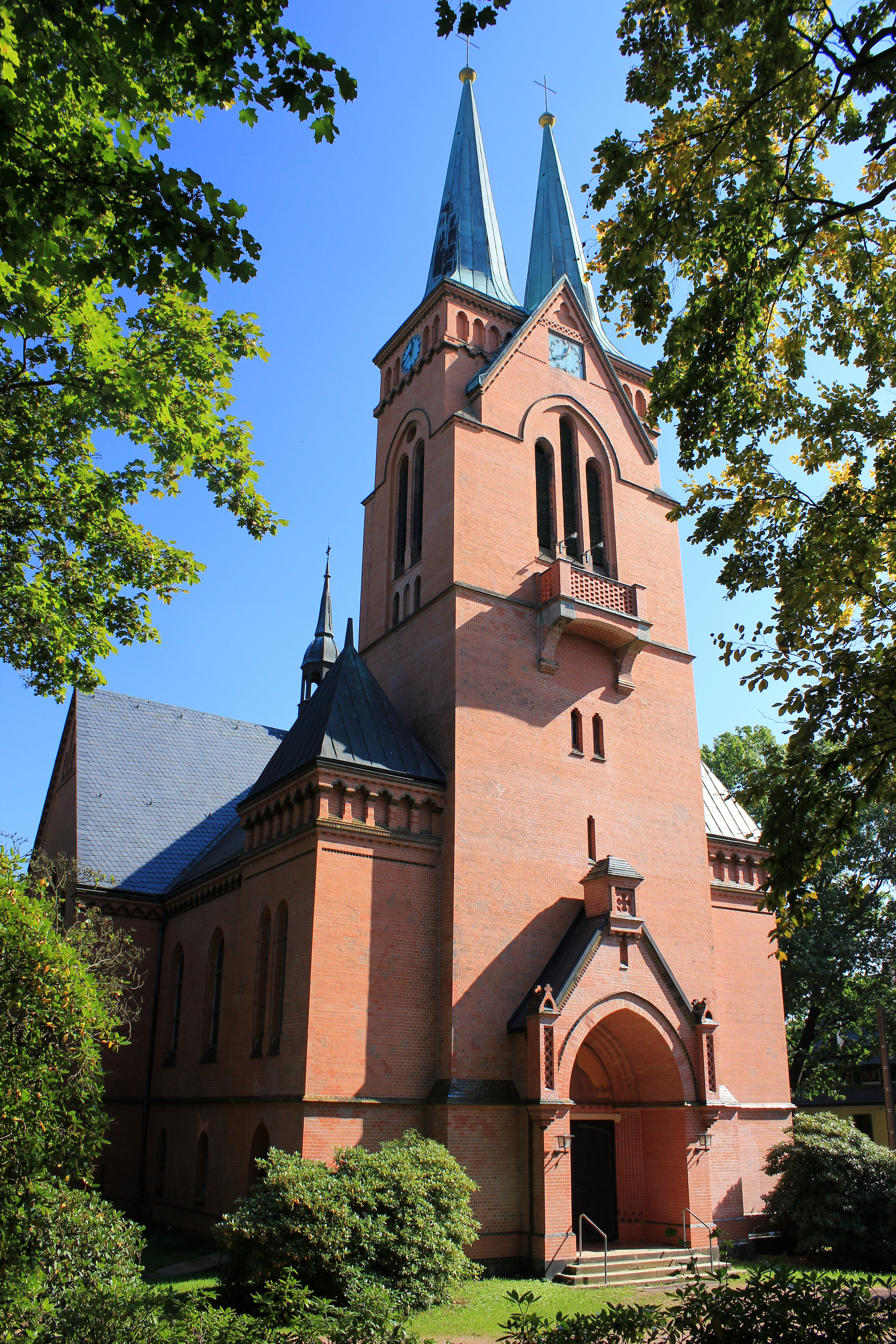
St.-Johannes-Kirche

Die evangelisch-lutherische St.-Johannes-Kirche in Niederwürschnitz ist eine Hallenkirche mit Westwerk. Der in neugotischen Formen errichtete rote Klinkerbau ist von architekturgeschichtlicher, ortshistorischer, städtebaulicher, landschaftsgestaltender und künstlerischer Bedeutung. Die Kirchgemeinde Lugau-Niederwürschnitz befindet sich im Erzgebirgskreis in Sachsen. Sie ist Teil der Verwaltungsgemeinschaft Lugau.

## Geschichte
Der im Jahr 1447 erstmals urkundlich als Nydernwirßnitz erwähnte Ort war bis ins 19. Jahrhundert ein Bauerndorf. Durch den einsetzenden Kohlebergbau und die Textilindustrie wandelte sich die Region in ein dichtbesiedeltes Industriegebiet. So entstand die Forderung nach einer eigenen Kirchgemeinde, welche durch den neu gegründeten Kirchenvorstand zum Reformationsfest 1901 in der Zentralschule Niederwürschnitz beschlossen wurde. Bis zum 1. Juli 1902 war die Kirchgemeinde zu Stollberg eingepfarrt und wurde nun eine selbstständige Gemeinde. Damit konnten Gottesdienste, Hochzeiten und Taufen weiterhin in der Aula der Zentralschule Niederwürschnitz abgehalten werden. Auf einer Anhöhe entstand ein Friedhof mit einem Glockenturm und einem Glockenstuhl mit drei Bronzeglocken.

## Kirche
Nach Beschluss des Kirchenvorstandes beauftragte man den Leipziger Architekten Paul Lange Pläne für einen Kirchenneubau vorzulegen. Der Entwurf fand die Zustimmung des Vorstandes und somit erfolgte im Jahr 1903 der Baubeginn. Am 26. September 1904 wurde die Kirche vom ersten Pfarrer der Gemeinde, Joachim Ungnad, geweiht. Der Name der Kirche lautet seitdem St.-Johannes-Kirche. Entstanden war eine Hallenkirche in neugotischen Stil mit an der Westseite befindlichen Zwillingstürmen von circa 50 Meter Höhe. Der gesamte Bau wurde in Klinkerziegelbauweise errichtet. Im Innenbereich findet man auch neoromanische und Jugendstilelemente in den Ausmalungen, den Emporen und Geländern aber auch an der Kanzel und den verzierten Gewölberippen. Die hohen spitzbogenförmigen Kirchenfenster waren bunte nach christlichen Themen gestaltete Bleiglasfenster. In der Zeit vom 15. April bis 7. Mai 1945 wurde die Kirche durch Kriegseinwirkungen stark beschädigt. Von den Bleiglasfenstern blieb nur eines erhalten, das Sakristeifenster vom Guten Hirten erhalten. Bis zum Jahr 1951 wurden die Kriegsschäden behoben. In den Zwischenzeiten erfolgten immer wieder Reparaturmaßnahmen im Rahmen der Möglichkeiten. Im Jahr 1986 erfolgten eine Innensanierung und eine Sanierung am Dachtragwerk. Die beiden Türme erhielten eine Kupferblechabdeckung und die Kirche erhielt eine Heizung. Die St.-Johannes-Kirche und Kirchhof sind als Einzeldenkmale der Sachgesamtheit unter Sachgesamtheit ID 09238125 in die Kulturdenkmalliste Niederwürschnitz aufgenommen wurden.

## Orgel
Die Orgel wurde im Jahr 1904 vom Orgelbaumeister Alfred Schmeisser erbaut. Sie verfügt über 26 Register, verteilt auf zwei Manuale und Pedal. Die Windladen sind als pneumatischen Kegelladen ausgeführt. Eine Generalüberholung erfolgte im Jahr 2016 durch die Orgelbauwerkstatt Vogtländischer Orgelbau Thomas Wolf (Limbach). Die Disposition lautet wie folgt:
| I Manual C–a3  |     |
| Bordun         | 16′ |
| Prinzipal      | 8′  |
| Hohlflöte      | 8′  |
| Dolce          | 8′  |
| Gemshorn       | 8′  |
| Gamba          | 8′  |
| Oktave         | 4′  |
| Oktave         | 2′  |
| Cornett III–IV | 4′  |
| Mixtur IV      | 2′  |
| Trompete       | 8′  |

| II Manual C–a3      |       |
| Gedacktbaß          | 16′   |
| Geigenprinzipal     | 8′    |
| Gedackt             | 8′    |
| Salicional          | 8′    |
| Voix celeste (ab c) | 8′    |
| Fugara              | 4′    |
| Concertflöte        | 4′    |
| Piccolo             | 2′    |
| Mixtur III          | 1 ⁄3′ |
| Oboe                | 8′    |

| Pedal C–f1  |     |
| Violonbaß   | 16′ |
| Subbaß      | 16′ |
| Octavbaß    | 8′  |
| Violoncello | 8′  |
| Posaunenbaß | 16′ |

- Koppeln: I/I Super, II/I, II/I Sub, I/P, II/P
- Spielhilfen: Koppelausschalter, 1 freie Kombination, Register ab, Zungen ab, Gruppenzüge (p, mf, f, ff), Walze, Walze ab

## Geläut
Im Jahr 1902 wurden drei Bronze-Kirchenglocken im Glockenturm auf dem Friedhof installiert. Mit der Weihe 1904 wurden diese Glocken auch im Turm geweiht. Im Ersten Weltkrieg und auch im Zweiten Weltkrieg mussten Glocken als Metallspende abgegeben werden. Im Jahr 1960 wurde ein neues Geläut aus vier Eisenhartgussglocken aus der Glockengießerei Schilling & Lattermann in den vorhandenen Glockenstuhl aus Stahlprofilträgern aufgehängt. Die Weihe fand am 15. Januar 1961 statt.
| Nr. | u. Durchmesser (mm) | Gewicht (kg) | Schlagton |
| --- | ------------------- | ------------ | --------- |
| 1   | 1550                | 1540         | e'        |
| 2   | 1370                | 1150         | fis'      |
| 3   | 1220                | 750          | gis'      |
| 4   | 1010                | 428          | h'        |

Im Jahr 2020 wurde das teilweise abgängige Geläut und der Glockenstuhl ersetzt, um die  die klangliche Qualität zu verbessern und die statische Belastung des Kirchturms beim Läuten zu verringern. Die Kirche erhielt ein neues, dreistimmiges Bronzegeläut aus der Glockengießerei Grassmayr, das in dem neu errichteten hölzernen Glockenstuhl aufgehängt wurde.
| Nr. | Name         | u. Durchmesser (mm) | Gewicht (kg) | Schlagton (a′=435 Hz) |
| --- | ------------ | ------------------- | ------------ | --------------------- |
| 1   | Festglocke   | 1430                | 1756         | des'                  |
| 2   | Gebetsglocke | 1160                | 946          | f'                    |
| 3   | Taufglocke   | 1020                | 699          | as'                   |

Zur Finanzierung des Geläuts wurden erhebliche Eigentmittel der Kirchengemeinde aufgebracht.